# La Mobilière
 (mai 2022).
Si vous disposez d'ouvrages ou d'articles de référence ou si vous connaissez des sites web de qualité traitant du thème abordé ici, merci de compléter l'article en donnant les références utiles à sa vérifiabilité et en les liant à la section « Notes et références ».
La Mobilière Suisse Société d’assurances SA (forme abrégée : Mobilière ; nom de marque : Die Mobiliar, La Mobilière, La Mobiliare) est la plus ancienne société d’assurances privée de Suisse. 
Elle est détenue à 100 % par Mobilière Suisse Holding SA, laquelle appartient également à 100 % à la Mobilière Suisse Société Coopérative.

## Champ d'activités
Depuis sa diversification opérée entre 1960 et 1993, la Mobilière est un assureur toutes branches. Elle opère exclusivement en Suisse et au Liechtenstein.
La Mobilière est leader du marché de la réassurance d’institutions de prévoyance[Depuis quand ?].

## Effectif et volume des primes
L’effectif du groupe est de 3 400 équivalents plein temps en 2007, 4 792 en 2014 et 5 257 en 2020. 
Les recettes de primes de la Mobilière atteignent un volume de 2,7 milliards de francs suisses en 2006 et 3,5 milliards en 2014. Elles dépassent pour la première fois les 4 milliards en 2020. 

## Organisation du Groupe Mobilière
La Mobilière Suisse Holding SA regroupe la Mobilière Suisse Société d’assurances SA, la Mobilière Suisse Société d’assurances sur la vie SA, Protekta Assurance de protection juridique SA, Mobilière Suisse Asset Management SA, Mobilière Suisse Services SA et SC SwissCaution SA. 
Les filiales suivantes de Mobilière Suisse Société d’assurances SA font également partie du groupe : Mobilière Suisse Risk Engineering SA, Mobi24 SA, XpertCenter SA, Buildigo SA (plateforme d’artisans), Lightbird Ventures SA, bexio SA, Trianon SA et l’assurance add-on Companjon, dont le siège est à Dublin. 
Mobilière Suisse Holding SA détient en outre une participation de 29,5 % dans Swiss Marketplace Group.
Depuis 2021, la Mobilière collabore avec Raiffeisen Suisse en vertu d’un partenariat stratégique, et exploite avec cette dernière la plateforme numérique Liiva, consacrée à la propriété du logement.
La Mobilière possède des sites de direction à Berne, Nyon et Zurich. Elle est organisée de manière décentralisée. Le suivi des assurés est confié à 80 agences générales entrepreneuriales liées contractuellement à la Mobilière et opérant sur environ 160 sites en Suisse et au Liechtenstein. 
Au 31 décembre 2021, le Groupe Mobilière (y compris les agences générales) comptait l’équivalent de 6293 emplois à plein temps.

## Coopérative et engagement
Depuis 1939, la Mobilière fait participer ses clients Particuliers et Entreprises à ses bons résultats sous la forme de ristournes à bien plaire financées par son Fonds d’excédents. En 2022/2023, ce sont 180 millions de francs qui ont été redistribués aux clients des assurances véhicules, des assurances voyages et des assurances entreprises sous la forme de réductions de primes. 
En tant que coopérative, la Mobilière a fait de son engagement sociétal un élément essentiel de sa culture d’entreprise.
La Mobilière s’engage en faveur de la recherche dans les domaines des interactions entre l’humain et la machine, de l’écologie urbaine, de la climatologie et de la détection précoce des dangers naturels. Dans le cadre de son engagement sociétal, elle met par ailleurs en œuvre des projets destinés à favoriser la capacité d’innovation des petites et moyennes entreprises et des ONG, ainsi que dans les secteurs de la jeunesse et de la nature. En 2021, elle a adopté une stratégie climatique visant à réduire, d’ici à 2030, ses émissions de CO2 d’au moins 50% par rapport à leur niveau de 2018. 
Depuis 2014, la Mobilière publie un rapport rendant compte en détail de son approche du développement durable. Ce rapport fait partie intégrante de son rapport annuel.
En matière de sponsoring, la Mobilière concentre ses efforts sur les sports de salle que sont le basket-ball, le handball, l’unihockey et le volley-ball. Elle a donné son nom au prix Topscorer Mobilière dans les différentes ligues de ces disciplines.

## Histoire

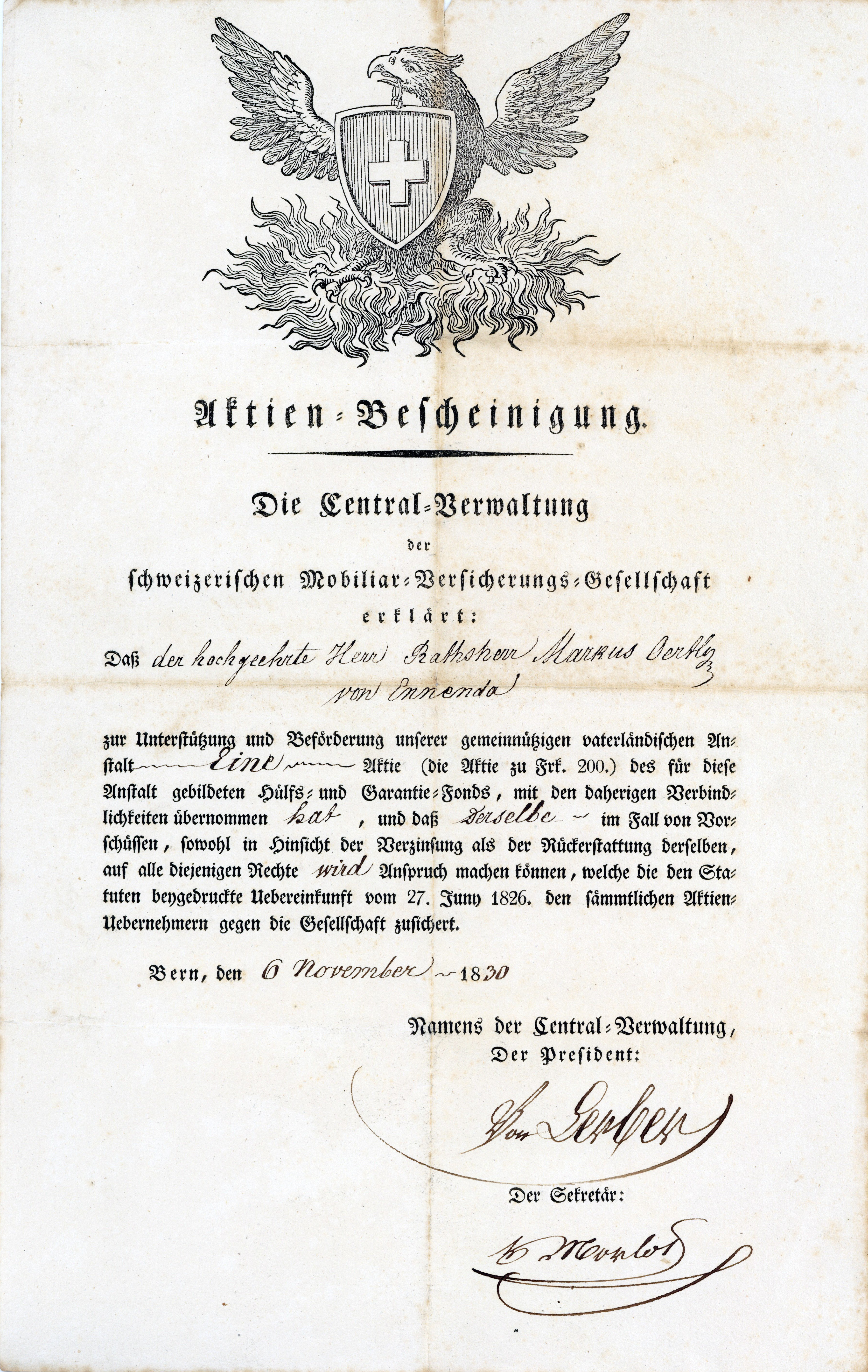
Action de la Compagnie d'Assurances Mobilière Suisse de 200 francs, émise à Berne le 6 novembre 1830, signée de la main de son fondateur et premier président Karl Anton von Lerber

La Mobilière est la plus ancienne société d’assurances privée de Suisse. L’entreprise a été fondée en 1825 à Morat, sous le nom de « Caisse suisse d’assurance mobilière ». Ses statuts précisaient que les primes pouvaient également être payées en nature.
En février 1826, la société est transférée à Berne, où elle est transformée en coopérative sous le nouveau nom de « Société d’assurance suisse contre l’incendie du mobilier ». Le paiement en nature n’est plus évoqué dans les statuts. Personnalité engagée sur les plans politique, économique et social, Karl Anton von Lerber von Arnex (1784-1837) figure parmi les cofondateurs de la société et en assurera la présidence jusqu’à sa mort en 1837. Le frontispice de la première police est l’œuvre du peintre français Pierre-Nicolas Legrand.
En 1861, l’incendie de Glaris amène la société au bord de la ruine : elle doit verser des indemnités atteignant le million de francs, ce qui l’oblige à contracter un emprunt de 300 000 francs auprès du Canton de Berne. Ce n’est qu'à la suite de ce sinistre que d’autres assurances incendie mobilières privées voient le jour en Suisse.
Jusqu’en 1915, la Mobilière reste une assurance incendie pure. En 1916, elle étend son offre à l’assurance contre le vol avec effraction.
En 1926, à l’occasion de son centenaire, la Mobilière constitue un fonds pour la couverture des dommages naturels, jusqu’alors non assurables. C’est le premier pas vers l’assurance contre les dommages naturels et vers la création, en 1936, du pool des dommages naturels. Grâce à ce pool, il est possible d’assurer les dommages naturels moyennant le paiement d’une prime normalisée à la portée de tous les preneurs d’assurance.
Au fil de plusieurs révisions partielles ou totales de ses statuts, la Mobilière se transforme progressivement en un assureur toutes branches.
En 1976, à l’occasion de son 150e anniversaire, la Mobilière crée la « Fondation du Jubilé », qui a depuis lors pour but de soutenir la science, les arts et la culture.
En 1991, la société d’assurances vie Providentia (depuis 2005 : Mobilière Suisse Société d’assurances sur la vie SA) et Protekta Assurance de protection juridique SA intègrent le Groupe Mobilière.
En 2000, la Mobilière se dote d’une nouvelle structure : la Mobilière Suisse Société Coopérative devient la société faîtière du groupe et les autres sociétés sont transformées en sociétés anonymes détenues à 100% par cette dernière.
En août 2005, de fortes précipitations provoquent de graves inondations, principalement en Suisse centrale, dans l’Oberland bernois et en ville de Berne. Il en résulte, rien que pour la Mobilière, des charges de sinistres de quelque 485 millions de francs. Il s’agit de loin du plus grave évènement dommageable de l’histoire non seulement de la Mobilière, mais de toutes les assurances privées suisses. En réaction, la Mobilière commence à soutenir des mesures concrètes et des projets à but préventif mis en œuvre par les communes exposées aux dangers naturels.
Grâce à de nouvelles mesures de restructuration, la Mobilière sort renforcée de la période de crise qu’elle traverse au début du XXIe siècle. Depuis 2006, elle connaît une croissance continue supérieure à celle du marché. Misant largement sur la distribution multicanal, elle développe en continu ses compétences numériques en conséquence, à la faveur notamment de prises de participations dans des sociétés comme Swiss Marketplace Group et SwissCaution.

## Direction
| Mandat    | Présidents            | Mandat           | Directeurs / Directeurs généraux / CEO |
| 1826–1837 | Karl Anton von Lerber |                  |                                        |
| 1838–1844 | Gottlieb Anton Simon  |                  |                                        |
| 1844–1853 | Arnold König-Hummler  |                  |                                        |
| 1853–1855 | Georg Simon           |                  |                                        |
| 1855–1867 | Gottlieb Hünerwadel   |                  |                                        |
| 1867–1881 | Rudolf Aebi           |                  |                                        |
| 1881–1894 | Eduard von Sinner     |                  |                                        |
| 1894–1897 | Paul Lindt            | 1867–1892        | Friedrich Lüthart (Lüthard)            |
| 1897–1904 | Eduard von Bondeli    | 1892–1922        | Alfred Ochsenbein                      |
| 1904–1937 | Friedrich Emil Welti  | 1922–1931        | Jakob Gyger-Walder                     |
| 1937–1947 | Emil Lohner           | 1931–1942        | Hans Pfister                           |
| 1947–1974 | Alfred Pezolt         | 1941–1951        | Alfred Eggimann                        |
| 1974–1978 | Emil Baumgartner      | 1942–1964        | Willy Koenig                           |
| 1978–1988 | Ernst Bachmann        | 1964–1974        | Walter Senn                            |
| 1988–1994 | Walter Augsburger     | 1975–1988        | Otto Saxer                             |
| 1994–1996 | Otto Saxer            | 1988–1996        | Walter Bosshart                        |
| 1997–2003 | Ulrich Gadient        | 1996–2003        | Albert Lauper                          |
| 2003–2011 | Albert Lauper         | 2003–2011        | Urs Berger                             |
| 2011-2023 | Urs Berger            | 2011–2020        | Markus Hongler                         |
| 2023-     | Stefan Mäder          | 2021-aujourd'hui | Michèle Rodoni                         |

## Marche des affaires
En 2020, les recettes de primes de la Mobilière ont atteint un volume de 4095 millions de francs suisses. Dans les affaires non-vie, le volume des primes affichait une augmentation de 3,3%, tandis que le marché suisse progressait de 1,8% en moyenne. Dans les affaires vie à primes individuelles périodiques, la Mobilière a enregistré une progression des primes de 6,6%, également supérieure à celle du marché en général. 
Avec une part de marché de 29,7%, la Mobilière est leader du marché de l’assurance choses en Suisse.

## Marque et publicité
Depuis 1998, la publicité de la Mobilière repose sur ses désormais célèbres croquis de sinistre et spots « Chère Mobilière », qu’elle décline depuis sous une forme animée également. Elle a décroché plusieurs distinctions nationales et internationales. Les croquis de sinistre avaient été imaginés par l’agence Aebi Strebel, absorbée entre-temps par Publicis. À partir de 2004, la campagne est développée par Wirz Werbung. Depuis 2019, c’est l’agence Jung von Matt qui la gère.